# Esciles
Esciles o Escilas (Scyles, en griego antiguo: Σκύλης) fue un rey escita, hijo y sucesor de Ariapites. Es citado en las Historias de Heródoto.
Su madre era un griega de Istria que le enseñó el griego y le inculcó su amor a las costumbres griegas. Esto le sirvió para trabar amistad con la colonia milesia de Olbia, situada en la boca del río Borístenes (Βορυσθένης), donde tenía una casa y donde pasó la mayor parte de su vida, casándose, además, con una mujer de la ciudad.
Fue descubierto por algunos escitas participantes en una bacanal y fue depuesto como rey y en su lugar fue proclamado su hermano Octamasades. Esciles  huyó a la corte de Sitalces de Tracia, rey de los odrisios, quien le acogió. Pero cuando Octamasades invadió los dominios de Sitalces, éste entregó inmediatamente a Esciles, el cual fue decapitado por su hermano.